# عین وساره، الجزایر
عین وساره (به عربی: عین وسارة) شهری در استان الجفله واقع در کشور الجزایر است که در سال ۱۹۹۸ میلادی ۸۲٫۴۳۵ نفر جمعیت داشته و جمعیت آن در سال ۲۰۰۵ میلادی به ۱۳۴٫۱۷۴ نفر رسیده‌است.